# Ian Joyce
Ian Joyce (Kinnelon, Estados Unidos, 12 de julio de 1985), futbolista estadounidense. Juega de portero y su actual equipo es el Colorado Rapids de la Major League Soccer de Estados Unidos. 

## Clubes
| Club            | País           | Año       |
| --------------- | -------------- | --------- |
| Grays Athletic  | Inglaterra     | 2007      |
| Harlow Town     | Inglaterra     | 2007      |
| Watford FC      | Inglaterra     | 2007-2008 |
| Southend United | Inglaterra     | 2008-2010 |
| Colorado Rapids | Estados Unidos | 2010-     |